# フリージア (漫画)
『フリージア』は、松本次郎による日本の漫画作品。

## 概要
- 『月刊IKKI』（小学館）にて2001年第6号から2009年10月号まで連載。単行本は全12巻。
- 殺人等の凶悪犯罪の被害者遺族が一定のルールに基づいて加害者に復讐する敵討ち法が成立した時代を舞台としたバイオレンスアクション。被害者遺族に依頼されたプロの執行代理人と、対象者およびそれを守る警護人達による殺戮合戦を軸に、平静ではいられなくなっていく執行代理人の歪んだ日常や、極限状態を生き延びる対象者達とその周辺の人々の葛藤などの人間ドラマが展開される。陰影の利いた作画と時折現れるコミカルな演出との対比が特色である。なお、作中において題名の由来は花の「フリージア」とされる。
- 2007年に熊切和嘉監督、玉山鉄二主演により実写映画化された（後述）。[1]
- 2018年に愛蔵版が発売される。

## あらすじ
アジアと連合してキリスト教圏（恐らく欧米諸国）との戦時下にある架空の近未来の日本が舞台。
不況にも関わらず、主人公の叶ヒロシは、ハローワークからの推薦で仕事の面接に行くことに。
その勤務先とは「カツミ執行代理人事務所」、業務内容は「代理執行」…通称「敵討ち」。
この世界では、重大犯罪において、犯人への法による刑罰とは別に、被害者に敵討ちの権利を認める「敵討ち法」が成立している
「執行代理人」とは、被害者遺族本人に変わって元凶悪犯罪者達と銃・ナイフ等法律で定められた武器で戦う職業だった。
主人公の叶ヒロシは「他者と共感できない」「自分の内側に閉じこもる」など、読者や他の登場人物から見て考えや行動原理のわかりにくい主人公である。
しかし、彼には、生まれつきか、軍隊の特殊キャンプで身につけたかは不明ながら、「擬態」と「危機感知」という特殊能力があった。
「自分の存在を相手に認識させない」、「相手の殺意や悪意を感知する」、など、どちらかと言えば本来は護身に向く能力だったが「カツミ執行代理人事務所」の謎の女ヒグチの思惑により同事務所に就職、それにより殺し合いの現場に身を置くこととなり、壊れたままにも安定していた精神は、戦闘の技能の向上とともに徐々に不安定となっていく。

## 登場人物

### カツミ執行代理人事務所
叶ヒロシ
本作の主人公。敵討ち執行代理人。後に「幽霊殺し」という異名を取る。
地味な出で立ちに眼鏡、電波系の物言いという一見殺し合いにむかなさそうな青年だが、実は特殊部隊出身で卓越した戦闘能力を持ち、また敵に自分の幻影を見せる"擬態"能力を使う。他者への共感性というものが不完全で、「日常のバランスを保とうと」するあまり常に自らの世界に閉じこもっている。その後トシオ戦を通して「他人のして欲しいことをする」ということに興味を示したが、異常な認知や自分の殻にこもった思考回路はそのままで、いまだ健常な心理状態とは言い難い。溝口や山田と違い、敵討ちをかつて経験した戦場での殺し合いと同じ、自らの日常を構築するための「仕事」として認識している。
ヒグチ
敵討ち執行事務官の女性。どこか浮世離れをしており、冷酷な性格で人々を心理的に追い詰める。
軍に入隊する前のヒロシの同僚達にレイプされた過去があり、その時に居合わせたヒロシに異常な興味を抱いている。田中慶太戦時に、爆撃が事務所を襲い致命傷を負う。その後、事務所にやってきたヒロシと言葉を交わした後、死亡する。
溝口正樹
敵討ち執行代理人。山田とヒロシの先輩。ヒグチの担当する処理班のリーダー的存在。
暴力的な性格で周囲の人間を自分より弱い「シマウマ」とみなし、敵討ちを「狩り」と呼んで楽しんでいる。しかし、ヒロシや幽霊のような自分より強い存在には途端に臆病になる性格のため、ヒロシを恐れ、排除しようとしている。他者と共感しようとするヒロシと入れ替わるように、徐々に精神を病んでいく。その狂気故に暴走し、遂に直接ヒロシを襲撃するが、幻影に翻弄された挙句、通り魔に刺され、警官隊に射殺される。
山田一郎
敵討ち執行代理人。ヒロシの同期。
真面目で正義感が強い男。当初は童顔の青年で敵討ちに幻想を抱いていたが、数々の戦いを通して成長し、その真面目さゆえに買収された国選警護人に発砲するなど、酷薄で危険な一面も表すようになる。ルール違反を繰り返す溝口と仲が悪く、不正を告発したこともあった（しかし寺島戦において自身も飯島と金子のルール違反を揉み消している）。終戦後、田中慶太への敵討ちで無関係の市民を撃ち殺してしまったことから犯罪者という扱いを受けるが、司法取引でヒロシの場所を教え、彼に投降を呼びかけるも拒絶される。
カツミ所長
代理人事務所の所長。敵討ち推進派の政治家や執行人協会の理事などにコネを持つ。
金子
新人の敵討ち代理執行人。山田の下で研修中。飯島に比べるとやや気弱。しかし寺島戦ではたった一人で立ち向かう慎重さと胆力を見せた。田中慶太戦にて、田中の警護人らに射殺される。
飯島
新人の敵討ち代理執行人。山田の下で研修中。なにかと強気で挑戦的な態度が目立つ。寺島戦にてヒサエに射殺される。

### 対象者とその警護人
杉山
ヒロシが最初に処理した対象者。仲間とともにとある夫婦の自宅を襲撃し、暴行殺害した過去を持つ。ヒロシに追い詰められて射殺される。
アケミ
杉山の妻、子持ち。ヒロシに射殺される。
映画では「ナツミ」という名前に変更されている。
隅川栄一
対象者。過去に保険金殺人を犯したヤクザの幹部。敵討ちを以前にカツミ事務所とは別の事務所に申請されていたが、部下に事務所を脅させた上、代議士の力で中止させたため、今回は執行の際に特例措置（外部からの妨害などを想定した、政府が指定した地域での敵討ち）をとられてしまう。幽霊を倒したヒロシに出会い、ナイフで喉を切られて死亡する。
広川
隅川の舎弟のヤクザ。片耳が欠けている。粗暴な性格で女性にも容赦がないが、敵討ち執行時には間抜けな一面も見せる。舎弟として、半強制的に警護人とされ敵討ちに参加。幽霊に支給された銃と自分用の銃の二丁を持って山田と交戦したが、予備にしていた幽霊の銃に弾が入っていないことに気付かず、山田をだまし討ちで射殺しようとして失敗し、あっさり降伏したところを激昂した山田に射殺される。
幽霊 / 立花星一
隅川の警護人である小柄な老人。ヤクザの傘下の警護事務所で働き、その実力は業界に知れ渡っていた。ヒロシと同じく"擬態"能力を持ち、硝煙の匂いを嫌いナイフを愛用する。無敵に近い戦闘能力を持つヒロシを追い詰めた唯一の男でもある。死闘の末、ヒロシに射殺される。
岩崎トシオ
元テロリスト。政治家を狙撃しようとしてSPを射殺したことから自らの信念に迷いが生じてしまい、その迷いから逃れるように軍隊に志願した矢先に今回の敵討ちを受けることになる。情に厚く、巻き込んでしまったシバザキのために敵討ちのルールを逸脱してしまう。最終的にはメール友達のコトミと出会い、敵討ちを通じ自分なりの答えを見つけ、ヒロシとの決闘の末に絶命する。
シバザキ
トシオの友人。吃音などのせいでバイト仲間から手ひどくいじめられていたが、友情からトシオの敵討ちに参戦。その後少し明るくなり、トシオを守るため策を講じたが警護人の裏切りと不運によって全てが無駄になる。最期は傷を負いながらもトシオを守ろうとして山田に射殺される。
小倉マサエ
溝口が一人で処理することになった対象者。猫に餌をやるのが趣味、トリカブトの毒を使った保険金殺人を犯した。無口だが、計画的に自己の目的を遂行する。溝口に射殺されたが、執行時に見た幻覚の数々によって彼の狂気は加速していく。
寺島
交通事故で母子を殺害し、敵討ちの対象となった男。なんでも人のせいにし、コツコツやっていくことが嫌い。夢見がちで、子供好き以外とりえのない卑小な性格。命を落とした井出のために生き抜く事を選択したが、ヒロシに射殺される。
井出
犯罪者更生NPOで働く元ヤクザ。寺島の幼馴染、離婚経験あり。寺島への敵討ちに参加することになる。飯島が放った銃弾により死に至る。
岩尾ヒサエ
独立開業している女警護人。父親と確執があり、アルコール中毒。執行代理人志望だが、すでに5回も試験に落ちている。寺島戦の後に転職する道を選ぶ。
田中慶太
民兵組織「国防自衛団」（のちに「アジア連合自由同盟」に改称）の代表。国会議員・田中義三の甥でメディアから人気があるが、生前のトシオには「こいつは違う」と一蹴されている。実は薬物の常習者であり、未青年時代の訴訟沙汰など素行に問題がある。母親への執着にまつわる幼少期のトラウマを抱え、衝動的に殺人を犯した過去を持つ。本来は対象とならない立場にあったが、政治闘争のコマとして利用され、特例措置として敵討ちの対象にされる。
数々の矛盾を抱えたまま執行された特例措置による「敵討ち」は一般市民を多数巻き込む激しい銃撃戦となるが、同日に起こった「敵国」からの爆撃に巻き込まれながらも運良く生き延びる。終戦後も生き延びるが、どこからともなく現れたヒロシに銃口を突きつけられる。
ボビー
「国防自衛団」の一員で、田中慶太の護衛役。慶太を狙撃した男を一撃で射殺、ヒロシの動きにもある程度反応するなど、肥満体に反して戦闘能力は高い模様。ヒロシに射殺される。

### その他
ケイコ
ヒロシの恋人。登場初期は鈴木と寝ていたが、今はヒロシのことを本気で愛している。若干依存心が強いものの、異常者が多い本作において、比較的マトモなパーソナリティを持っている一人である。ちなみに、ヒロシとの同居生活を行うようになったのは彼の気まぐれによるもの。
52話「ケアマネジメント」にて、関係を拒絶したことを逆恨みした鈴木に襲撃される。同話で帰宅したヒロシがクローゼットに隠れていた彼女を発見し、以降も共に生活していたため、難を逃れたかのように見えたが、72話「辞表」にて、警察がヒロシの自宅で既に腐敗した彼女の死体を発見し、52話の時点で彼女が殺害されていたことが読者に明かされる。53話以降に登場するケイコはヒロシの妄想の「友人」であった。ヒロシがケイコの死に気付いた後もケイコの姿をした「友人」はヒロシの前に現れたが、ヒロシが「君がここから出て行くべきなんだ」と告げると、ケイコの姿をした友人はヒロシの元を去っていった。
鈴木
ケイコの浮気相手。極めて粗暴かつ暴力的な性格で前科者。実は妻がいる。ケイコ殺害後に行方不明となる。
ヒロシの母親
完全に痴呆状態の老婆。若い頃、夫に暴力を振るわれていた。
ハナ
山田の元恋人。両親が裕福。山田が敵討ち代理執行人に専念したいために別れてしまう。
ヨシコ
溝口の妻。溝口に暴力を振るわれ奴隷同然の人生を送った挙句、責め苦の果てに自殺する。気弱な溝口の性格を知っており、自分を暴力衝動のはけ口にしても構わないと告げる包容力のある女性だったが、それがエスカレートした結果悲惨な事態を招いた。寝ている溝口を刺殺しようとする場面もあったが、彼への愛情ゆえに果たせず、また溝口の方も死の寸前幻影の彼女に｢愛している｣と告白していたため、歪んでいたものの、夫婦の間に絆らしきものはあった模様。
新田
隅川の舎弟のヤクザ。幽霊が警護することになったので敵討ちには参加していない。
「友人」
ヒロシにしか見えない謎の存在。最初はヒグチの姿をしてヒロシとも関係が良好だったが、ある事件を境にヒロシが「裏切った」と判断してしまったため関係が破綻してしまい、ほとんど会話する機会がなくなる。その後もヒロシが殺した対象者の姿を見せながらヒロシを悩ませ続ける。52話以降、今度はケイコの姿をしてヒロシの前に現れる。ケイコの死をヒロシが自覚すると、ヒロシに別れを告げられ、そのままヒロシの元を去った。
余談だが、映画版では登場しない。それに代わりに、ヒロシは幾度か少女時代のヒグチの姿を幻視する設定が追加されている。

## 敵討ち法のルール
- 裁判所が敵討ち申請届を受理した翌日、（代理人に依頼した場合）対象者の下へ事務官が訪れ関係書類を提出する。敵討ちはその4日後の正午に執行され、逃亡した場合武装警察に射殺または逮捕される。
- 被害者遺族は敵討ち代理執行人を3人、対象者は警護人を2人まで雇うことが出来る。しかし民間の警護人は最低ランクのヒサエでも一千万円以上の報酬を取るため、多くの対象者は低廉な国選警護人を雇わざるを得ないが、こうした国選警護人は安価な報酬で命を張ることを嫌がり、代理人事務所に簡単に買収されて投降してしまい、警護をしないケースが多く信頼できない。そのため本作では対象者の友人や部下が警護人を務める場合が多い。
- 対象者が収監されている場合は、釈放される。一方で刑の執行を終えているものも対象者となる。
- 敵討ちのフィールドとなるのは対象者側の自宅とその周辺。代理人側と対象者側は事前に敵討ちの場所となる地域の地理を調べる権利を持つ。
- 執行代理人側は事務所が保管している銃器を、対象者側は国から支給された銃器を武器として使用することができる。弾はマガジン一つ分のみ、リロードは認められない。また、ナイフなどの凶器を使用することも許される。
- 執行当日の正午に戦闘が開始、両者はフィールドにおいて互いに殺し合い、代理人側は対象者が死ぬまで、対象者側は代理人が全員死ぬか2日間対象者が生存するまで執行が続く。
- 執行中、他の民家に侵入したり無関係の市民を攻撃する行為は双方禁止。
- 警護人が投降した場合、代理人は速やかに警護人を武装解除し、警護人に一切の敵対行為をしてはならない。

## 書籍情報

### 単行本
- 松本次郎『フリージア』小学館〈IKKI COMIX〉、全12巻
  1. 2003年7月30日発売、ISBN 4-09-188381-8
  2. 2003年7月30日発売、ISBN 4-09-188382-6
  3. 2003年12月25日発売、ISBN 4-09-188383-4
  4. 2004年6月30日発売、ISBN 4-09-188384-2
  5. 2005年1月28日発売、ISBN 4-09-188385-0
  6. 2005年9月30日発売、ISBN 4-09-188386-9
  7. 2006年5月30日発売、ISBN 4-09-188317-6
  8. 2007年1月30日発売、ISBN 978-4-09-188353-7
  9. 2007年9月28日発売、ISBN 978-4-09-188376-6
  10. 2008年6月30日発売、ISBN 978-4-09-188416-9
  11. 2009年1月30日発売、ISBN 978-4-09-188438-1
  12. 2009年11月30日発売、ISBN 978-4-09-188486-2

### 愛蔵版
- 松本次郎『フリージア愛蔵版』KADOKAWA〈ビームコミックス〉、全6巻
  1. 2018年1月12日発売[2][3]、ISBN 978-4-04-734986-5
  2. 2018年1月12日発売[4]、ISBN 978-4-04-734987-2
  3. 2018年2月10日発売[5]、ISBN 978-4-04-734988-9
  4. 2018年2月10日発売[6]、ISBN 978-4-04-734989-6
  5. 2018年3月12日発売[7]、ISBN 978-4-04-734990-2
  6. 2018年3月12日発売[8]、ISBN 978-4-04-734991-9

## 映画
2007年2月3日公開。PG-12指定。トシオ戦までをベースとしたオリジナルストーリーとなっている。銃の発砲シーンの多くで、CG合成が活用されている。
宣伝部長に鳥肌実を起用。右翼を彷彿とさせる格好で「在日を一人残らず追い出さなくては」「犯罪を犯す若者は殺していかなくてはいけない」など危険なトークを発するパフォーマンスを行った。公開以前、ネット上で「あなたは敵討ち法に賛成か?　反対か?」という賞品付きのキャンペーンが行われた（既に終了）。また、主な出演者もインタビュー中に「賛成か反対か」について語っていた。
玉山鉄二は、本作で感情も感覚もない敵討ち執行代理人「ヒロシ」を演じるにあたって役にはまり込み、いくつかのインタビューで「欲がなくなっていく感じだった」と語っている。また、玉山は熊切監督からマイケル・マン監督のコラテラルのDVDを渡され、「これ、勉強してください。（ガンアクションで）トム・クルーズを超えてください。」と言われ、劇中でヒロシが使用するシグザウエル P226のモデルガンを渡され、クランク・イン前から触っていた。

### ストーリー（映画）
近未来。戦時下となった日本において、孤児達数十名に対して「フェンリル計画」に基づく冷凍爆弾の投下実験が行われた。彼らを率いた少年兵二人の内一人は子供達を救おうとしたが、時すでに遅く爆弾は投下され、少年兵が目撃したのは子供達の死骸の山だけだった。そんな時、彼はたった一人だけ生き残った少女を発見する。少女は手を伸ばし助けを求めるが、彼はそれに応えることが出来なかった。
十五年後。少年兵の片割れだった叶ヒロシは、謎の女ヒグチ・マリコのスカウトによって、戦時下の日本で制定された「敵討ち法」に基づき、犯罪の加害者を処刑する「敵討ち執行代理人」となった。彼は十五年前の軍事実験から子供達を救おうとして被爆に遭い、感情も感覚も無い人間となっていたのだ。執行代理人達と対象者とその護衛達がありふれた市井で銃撃戦を繰り広げる「敵討ち」において、ヒロシはまるで機械のように戦い、敵の反撃で傷ついても眉一つ動かさなくなっていた。そしてもう一人の少年兵であった岩崎トシオは、自らの罪の意識にいたたまれなくなって軍を飛び出し、整備工場で働きながら身を潜めて生きていた。そんなトシオに、ヒグチが敵討ち執行書類を携えて訪れてくる。実はヒグチは爆弾実験の生き残りの少女が成長した姿であり、敵討ち執行書類を偽造してまでも復讐を望んでいたのだ。
執行人と対象者として銃を向け合うことになったヒロシとトシオ。それを見守るヒグチ。三人が「敵討ち」という線で結ばれ、運命の戦いが始まる。

### キャスト
ここでは、映画（映画版オリジナル以外）での設定について記す。
叶ヒロシ
演 - 玉山鉄二
かつては普通の少年だったが、岩崎大佐（トシオの父親）が主導して行う軍事実験「フェンリル計画」でヒグチ達孤児を引率した過去を持つ元少年兵。少女時代のヒグチを救うために実験地帯に入ってしまったため、その後遺症で感情と感覚を喪失した。時折、少女時代のヒグチの姿を幻視している。ナポリタン・スパゲッティが好きで、タマネギとピーマンが嫌い。
岩崎トシオ
演 - 西島秀俊
「フェンリル計画」の中心となった大佐だった恒夫の息子で、少年兵時代のヒロシの元上官。本来敵討ちの対象ではないが、ヒグチが復讐のために書類を偽造し、ヒロシがトシオを敵討ちするように仕向けたため、ヒロシとの「対決」を行うことになる。
ヒグチ・マリコ
演 - つぐみ
少女時代に軍事実験「フェンリル計画」の犠牲者となり、たった一人生還したものの感情と感覚を喪失した。また死んだ唯一の肉親である弟がおり、その復讐のために敵討ちを利用し、トシオの復讐のために敵討ち執行書類の偽造を行っている。
溝口
演 - 三浦誠己
やや愚鈍で功名心が強く、「自分なら幽霊を倒せる」と自惚れたり、ヒロシに対しても好戦的な振る舞いをする攻撃的な人物。最期はヒロシを逆恨みして銃を乱射。大量の犠牲者を出すこととなるが銃の弾が切れ、山田に射殺される。
山田一郎
演 - 柄本佑
幽霊と対峙したことをきっかけに、「人の命は奪うものではなく守るもの」だという信念を持つようになって警護人になり、トシオの警護人を務めることになる。
シバザキ
演 - 竹原ピストル
トシオの同僚兼親友。喘息持ちの病弱体質であり、それが原因で職場いじめの標的にされていた。警護人として参加せず、当日に突然やってきて執行代理人達を止めようとしていたが、それが報われず溝口に射殺される。
隅川
演 - 鴻上尚史
溝口に射殺される。
岩嶋
演 - 嶋田久作

ナツミ
演 - 坂井真紀

幽霊
演 - 大口広司
恒夫の元部下。記録は敵討ちにおいて全戦全勝。暗殺者らしく冷酷だが、深手を負わせて戦闘不能に追い込んだ山田には「無駄に死ぬな」と言ったり、ヒロシの無痛を知って「痛みを知れ」と言うなど、寡黙ながらも人間味を持ち合わせている。
カズマ
演 - ガンビーノ小林

広川
演 - 阪本浩之

松村
演 - 小沢和義

被害者遺族
演 - 利重剛

岩崎恒夫
演 - すまけい
トシオの実父。
伊藤孝子
演 - 今本洋子

トシオの警護人
演 - 大鷹明良

### スタッフ
- 監督：熊切和嘉
- 原作：松本次郎
- 脚本：宇治田隆史
- 音楽：赤犬、松本章
- VFX：ビルドアップ
- エンディングテーマ：Chara「虹を渡る平和がきた」（UNIBASAL J）
- 配給： シネカノン
- 製作： 小学館、東宝、バンダイビジュアル、ソニーPCL、オフィス・シロウズ
- 上映時間： 103分

### 関連商品
- DVD版（小学館、2007年9月25日発売、BCBJ-2959）